# Gran Rebelión de Encomenderos
La Gran Rebelión de Encomenderos fue un conflicto armado entre los encomenderos españoles en el Perú contra la corona española, en protesta por la promulgación de las Leyes Nuevas de 1542 creadas por el rey Carlos I de España, a propuesta de Bartolomé de las Casas, que protegían a los indígenas y limitaban las acciones de los encomenderos.
Su líder principal fue Gonzalo Pizarro que durante la revuelta, fue nombrado Gobernador del Perú (1544-1548). Derrotado por Pedro de la Gasca, en la batalla de Jaquijahuana (9 de abril de 1548), fue apresado, enjuiciado, condenado a muerte y decapitado en las cercanías del Cusco.

## Antecedentes
En 1544, el rey Carlos I de España envió a un representante al Perú, Blasco Núñez de Vela, como primer virrey del recientemente fundado Virreinato del Perú, que se formó en reemplazo de la Gobernación de Nueva Castilla, luego de las estrepitosas guerras civiles entre los partidarios de Francisco Pizarro y Diego de Almagro. Junto con él llegaron los 4 oidores que conformaron la Real Audiencia de Lima: Diego Vásquez de Cepeda, Juan Álvarez, Pedro Ortiz de Zárate y Juan Lissón de Tejada. 
Núñez de Vela tenía por encargo imponer la autoridad real en desmedro del poder adquirido por los conquistadores. Así, se le encomendó asegurar el cumplimiento de las Leyes Nuevas, promulgadas en 1542 para proteger a la población nativa del Perú. A pesar de este mandato real, los encomenderos se negaron rotundamente en renunciar el poder y a la soberanía sobre el Perú, igualmente a Gonzalo Pizarro, por ese entonces rico encomendero en Charcas, que había recaído en él y en sus hermanos por la Capitulación de Toledo. Ante esto, los encomenderos indignados realizaron protestas y organizaron una rebelión, eligiendo a Gonzalo como su líder. El hermano menor de los Pizarro marchó al Cuzco, donde fue magníficamente recibido y proclamado procurador general del Perú para protestar las Leyes Nuevas ante el virrey y, si fuese necesario, ante el propio rey (abril de 1544).

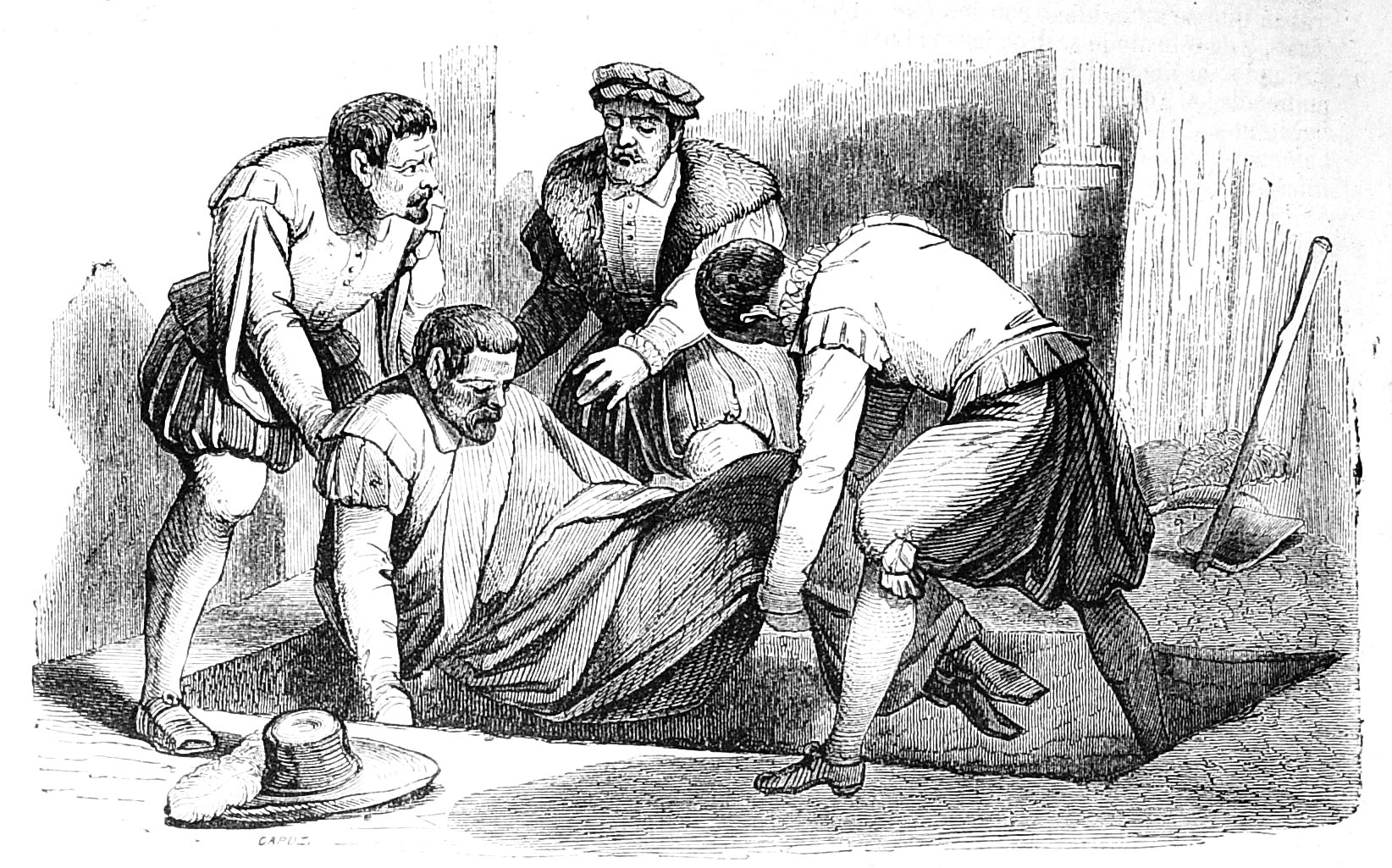
Grabado decimonónico que representa al factor Illán Suárez de Carbajal tras ser muerto a puñaladas por el virrey Núñez Vela y sus servidores (13-IX-1544).

El virrey Núñez de Vela llegó a Lima, la nueva capital del virreinato, y tomó el cargo el 17 de mayo de 1544. Poco después, encarceló a Cristóbal Vaca de Castro, exgobernador de Nueva Castilla, y lo envió de regreso a España. La situación continuaba tensa, el virrey se hizo odioso por sus arbitrariedades, llegando al extremo de asesinar con sus propias manos a un prominente vecino de la ciudad, el factor Illán Suárez de Carbajal. Los oidores de la Real Audiencia, para ganar popularidad, se inclinaron a defender los derechos de los encomenderos y resolvieron deshacerse del virrey. Al efecto, formaron un tribunal en el atrio de la catedral el 18 de septiembre de 1544, la Audiencia pronunció la destitución del virrey y ordenó su prisión con asentimiento general del vecindario.
El 20 de septiembre el virrey fue embarcado por el portezuelo de Maranga y conducido a la isla San Lorenzo para ser entregado al oidor Juan Álvarez, bajo cuya custodia zarpó el 24 del mismo mes rumbo a Panamá. El oidor Diego Vásquez de Cepeda, por ser el más antiguo, asumió la dirección política del virreinato.
El 28 de octubre, el ejército de Gonzalo Pizarro compuesto por 1200 hombres provistos de numerosa artillería y desplegando el pendón real de Castilla, entró a Lima. Los oidores, entre jubilosos y temerosos, lo recibieron por Gobernador del Perú, sin embargo, estando en alta mar, Núñez de Vela fue liberado y desembarcó en Tumbes. Gonzalo respondió nombrando a sus tenientes como gobernadores: Alonso de Toro en el Cuzco; Francisco de Almendras en Charcas; Pedro de Fuentes en Arequipa; Hernando de Alvarado en Trujillo; Jerónimo de Villegas en Piura y Gonzalo Díaz de Pineda en Quito. La rebelión contra la Corona española ya era un hecho.

## Los conflictos

### Movimientos preliminares
El virrey Blasco Núñez de Vela luego de desembarcar en Tumbes, ocupó San Miguel de Piura y continuó hacia el sur. Enterado Gonzalo Pizarro, salió de Lima con sus fuerzas y se dirigió al norte, llegando a Trujillo. El virrey retrocedió entonces, temiendo el poderío de su adversario y volvió a Quito a marchas forzadas, largo y fatigoso trayecto que realizó mientras era perseguido muy de cerca por Gonzalo, apenas combatiendo muy poco. Luego se dirigió más al norte, hacia Popayán (actual Colombia).
En Charcas, el capitán Diego Centeno se sublevó contra los encomenderos, alzando la bandera del rey. Gonzalo Pizarro, desde Quito, ordenó a su lugarteniente Francisco de Carvajal emprender campaña en ese nuevo frente, mientras él quedaba a la espera del virrey.
Mientras tanto Núñez de Vela siguió concentrado en Popayán, donde recibió refuerzos provenientes del norte; uno de los capitanes que se le sumó fue Sebastián de Belalcázar, el gobernador de Popayán. A la vez que ganaba el apoyo de los curacas de la región, cuya labor fue valiosísima, pues desabastecieron a los gonzalistas, aumentándoles la impaciencia que padecían por la prolongada inactividad.
Fue entonces cuando Gonzalo planeó una inteligente estrategia para sacar al virrey de Popayán, posición que consideraba difícil de atacar: dejando en Quito una pequeña guarnición a las órdenes de Pedro de Puelles, aparentó marchar al sur con todo su ejército, encargando a sus aliados indígenas propagar la versión de que marchaba en auxilio de Carvajal contra Centeno. Cayó el virrey en el engaño y poco después sacó sus tropas de Popayán con intenciones de apoderarse de Quito. No contaba con que Gonzalo, en vez de pasar al sur, se había estacionado a tres leguas de Quito, a orillas del río Guayllabamba. Cuando los espías del virrey descubrieron el engaño era ya tarde para retroceder. Al ver que la posición de los rebeldes era demasiado ventajosa, Belalcázar aconsejó al virrey desviarse a Quito por un camino poco frecuentado, plan que fue aceptado.
Triste fue el recibimiento otorgado al virrey en Quito, donde sólo había mujeres quienes, conocedores de la superioridad de los gonzalistas, le reprocharon el haber

ido allí a morir.

Entre tanto, los gonzalistas habían tomado también el camino hacia Quito. El virrey, considerando poco propicio empeñar la defensa en la ciudad, arengó a sus tropas y les dio orden de salir a dar la batalla.

### Batalla de Iñaquito y muerte del virrey Blasco Núñez de Vela

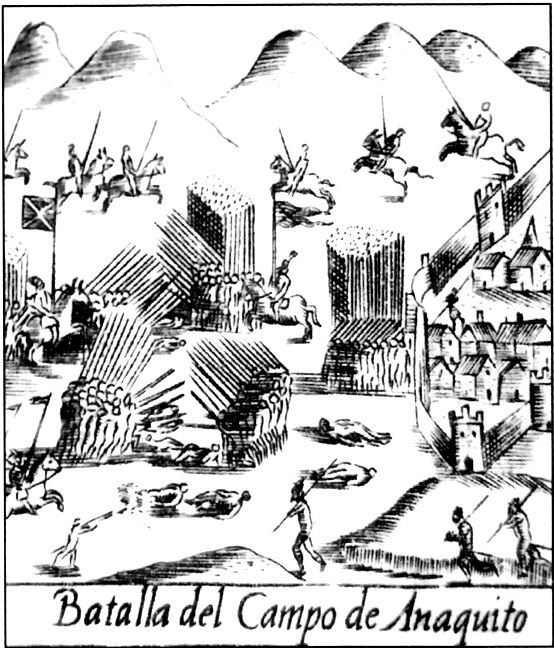
Batalla de Iñaquito. Grabado de las “Décadas” de Antonio de Herrera y Tordesillas.

Luego de algunos movimientos, ambos bandos se enfrentaron el 18 de enero de 1546 en la batalla de Iñaquito, en el actual Ecuador. La contienda se inició con el fuego de la arcabucería realista, que inmediatamente fue respondido por el de los rebeldes. Como lo prometiera, encabezó el virrey a sus jinetes, atacando la posición de Puelles; y fue tal su ímpetu que de un primer lanzazo tumbó a un caballero llamado Alonso de Montalvo. El choque de ambas caballerías, casi iguales en efectivo, fue violento. Pero los arcabuceros gonzalistas vendrían a desequilibrar la lucha, cuando situándose en un flanco de los contrarios empezaron a diezmarlos con acertada puntería. El combate entre los infantes favorecía también a los gonzalistas, muy superiores en número. Benalcázar fue herido por varios disparos, a la vez que eran muertos Juan de Guevara y Sánchez Dávila.
Muertos sus jefes, la infantería realista se desmoronó. A todo esto, la ya vencedora caballería rebelde arrollaba sin compasión, en tanto que los arcabuceros no cesaban de disparar. El virrey, que valientemente se batiera por el flanco izquierdo, fue finalmente alcanzado por un hachazo que le asestó Hernando de Torres (un vecino de Arequipa), recibiendo herida mortal en la cabeza. Al principio no lo identificaron por llevar el uncu o poncho inca encima de su armadura, pero poco después un soldado lo reconoció y la noticia llegó al licenciado Benito Suárez de Carbajal, cuyo hermano Illán había sido muerto en Lima por el virrey. El licenciado se dirigió entonces para matarlo con sus propias manos y vengar así a su hermano, pero se lo impidió Pedro de Puelles, diciéndole que era una gran bajeza matar a un hombre ya caído. Entonces Benito Suárez mandó a un negro esclavo suyo que degollase allí mismo al virrey, lo que aquel cumplió con un solo golpe impecable de sable. La cabeza fue clavada y alzada en una pica para que la vieran todos.
La muerte de Núñez de Vela terminó por desmoralizar a los últimos infantes realistas que aún resistían, los cuales fueron encerrados y aniquilados. Sólo unos cuantos pudieron escapar, perseguidos por los jinetes gonzalistas, persecución que no se prolongó pues sobrevino la noche y Gonzalo hizo tocar las trompetas, reuniendo su gente y poniendo así fin a la lucha.

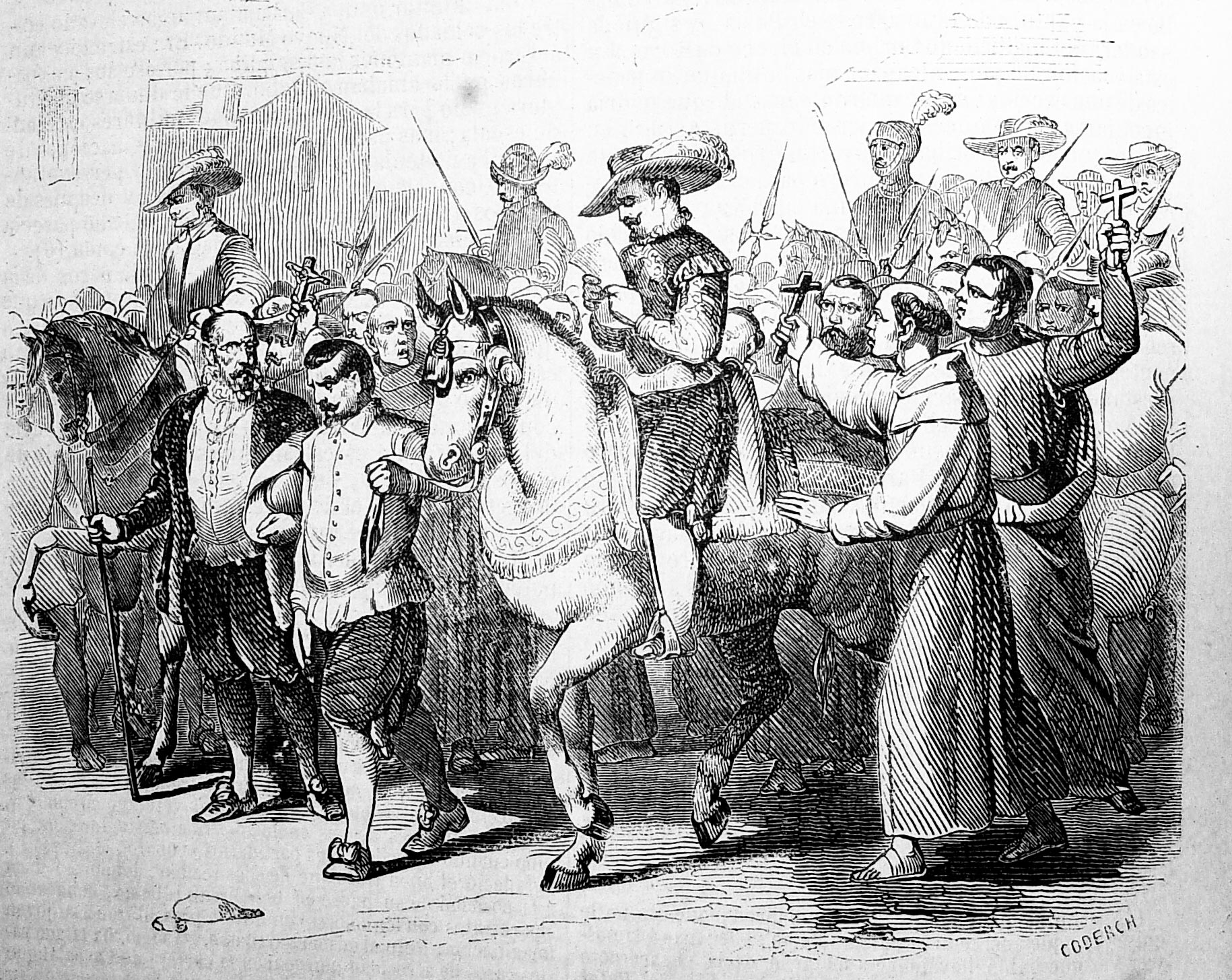
Grabado que representa a Gonzalo Pizarro marchando al patíbulo.

Gonzalo Pizarro ordenó traer a Quito el cuerpo del virrey Blasco Núñez Vela y retirar de la picota su cabeza, demostrando que dicha infamia había sido hecha sin su consentimiento; luego lo hizo enterrar honoríficamente en la iglesia mayor de la ciudad. El caudillo rebelde asistió personalmente al entierro y mandó hacer misas por su alma, ordenando que todos llevasen luto por su muerte. Dice el cronista Gutiérrez de Santa Clara, que un honrado vecino de Quito, llamado Gonzalo de Pereyra, de acuerdo con el sacristán de la iglesia, hizo poner sobre su sepulcro, a manera de epitafio la copla siguiente:

Aquí yace sepultado
el ínclito Visorrey
que murió descabezado
como bueno y esforzado
por la justicia del rey; 
la su fama volará
aunque murió su persona,
 y su virtud sonará, 
por esto se le dará
de lealtad la corona.

Posteriormente sus restos fueron trasladados a la iglesia de Santo Domingo, en la ciudad de Ávila, España, su tierra natal.
El "Gran Gonzalo", como lo llamaban sus hombres, se convirtió en líder absoluto del Perú, y no faltaron quienes le aconsejaron de independizarse de la Corona española y que formara un reino aparte, enlazándose con una ñusta cuzqueña, de esta manera conseguirá ganarse el apoyo de las élites indígenas y así poder enfrentar la contraofensiva de los realistas. Gonzalo no se dejó seducir por estos consejos, pues esperaba reconciliarse con la Corona y ser reconocido como Gobernador, en virtud de ser hermano de Francisco Pizarro, el conquistador del Perú. Pero por desgracia para él, eso no ocurrió.

### Primera campaña de Diego Centeno

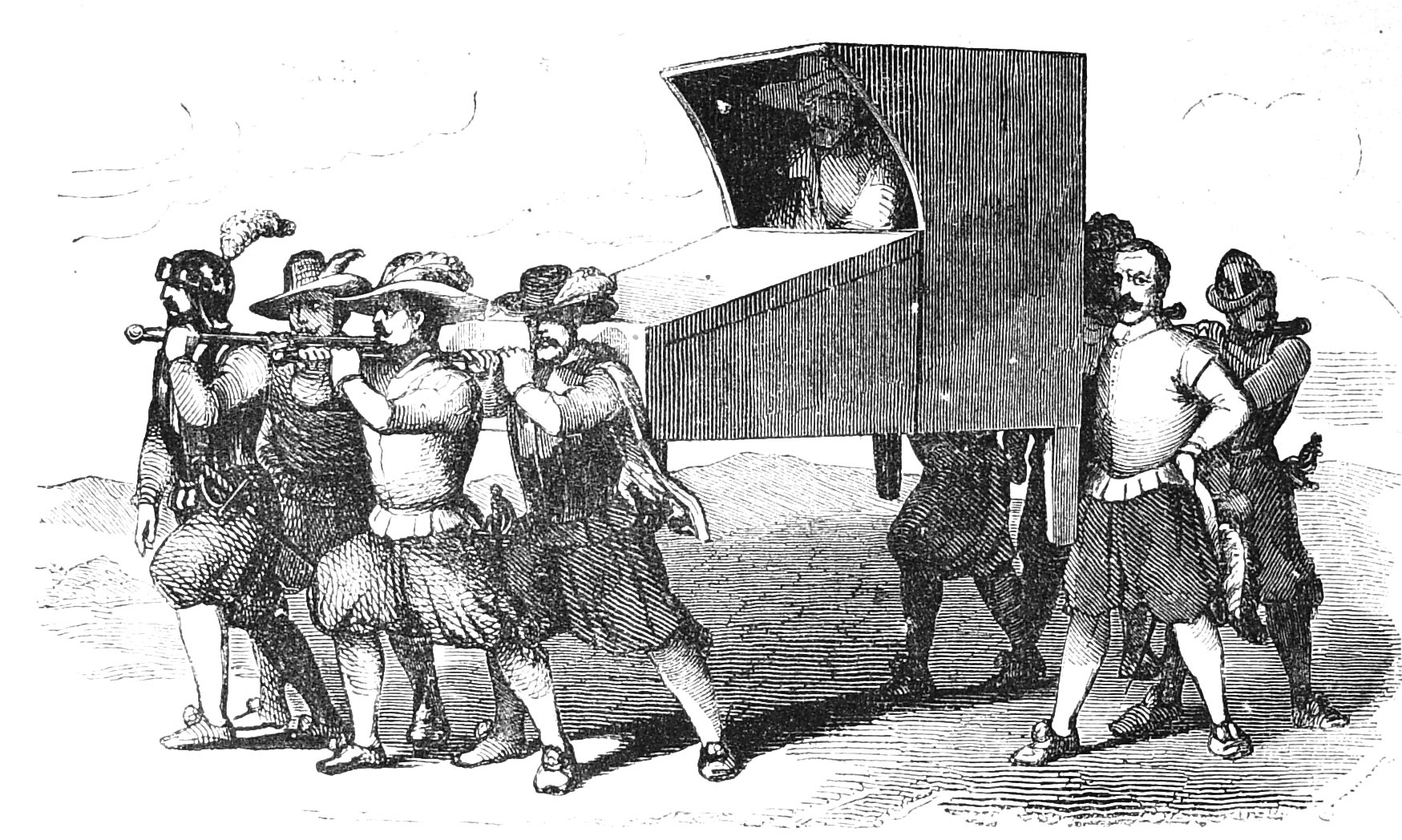
Grabado que representa a Diego Centeno sentado en su litera.

Mientras tanto, en el sur del Virreinato del Perú, el capitán Diego Centeno junto con varios vecinos leales a la Corona española, como Lope de Mendoza, Alonso de Camargo y Alonso Pérez de Esquivel, apresaron y tras un proceso lo ajusticiaron al gonzalista Almendras el 16 de junio de 1545 en Charcas.
Centeno fue proclamado por el Cabildo de la Plata como Capitán General y Justicia Mayor. Reunió una fuerza de 180 hombres fieles al rey y con ellos bajó hasta Arequipa, a la que tomó fácilmente. Luego se preparó para tomar el Cuzco, donde se hallaba el gonzalista Alonso de Toro, pero no logró su objetivo y tuvo que huir perseguido por su enemigo. Ya por ese entonces, se había enterado de la derrota y muerte del virrey Núñez Vela en Iñaquito.
En Charcas, Centeno abrió un nuevo frente de guerra. Gonzalo Pizarro envió contra él a su fiel maese de campo Francisco de Carvajal, quien abandonó la campaña contra el virrey y partió de Quito, atravesando por Lima y Cuzco, donde reforzó sus tropas, pasando luego a perseguir a Centeno y su pequeño ejército, quienes evitaron encuentros frontales. Pero finalmente se encontraron frente a frente en Paria (cerca de Oruro). Centeno, luego de fracasar en su intento de ganarse a las tropas de Carvajal, optó por huir. Pasando por Chayanta y Sica Sica, llegó hasta Zepita; luego dirigió a sus maltrechas y escasas tropas en una larga y penosa marcha hasta Arequipa (1546), que tomó sin hallar resistencia. Abandonó pronto dicha ciudad y bajó a la costa con la intención de tomar algún navío que le llevaría con sus partidarios a Nicaragua o Nueva España, pero al llegar a Quilca no encontró ninguno. Decidió entonces disolver sus fuerzas, y junto con Luis de Ribera y su criado Juan Guas, se internó en la sierra, en la región de Condesuyos, donde se escondió en una cueva durante un año y tres días exactos, durante los cuales vivieron de la caridad de los indígenas.

### Pedro de la Gasca: "El Pacificador"
El asesinato de la primera autoridad del rey produjo mucha consternación en España, entonces, la corona dispuso castigar severamente a quien había atentado contra el virrey, el representante del rey en territorios conquistados. Para ello, Carlos I envió a Pedro de la Gasca, con el título de "pacificador" para solucionar la situación. El cual llegó previamente a Panamá el 13 de agosto de 1546, con la misión de ofrecer indultos reales y premios para aquellos encomenderos que decidiesen traicionar a Gonzalo Pizarro. El primero en levantarse fue el general Pedro de Hinojosa y los demás jefes del ejército gonzalista, quienes en recompensa fueron perdonados por su rebeldía, así como la promesa de obtener luego ricas encomiendas de indios. Se le adhirieron luego Sebastián de Belalcázar, Pedro de Valdivia, el oidor Pedro Ramírez, el contador Juan de Cáceres y Lorenzo de Aldana, enviado del mismo Gonzalo.
En abril de 1547 La Gasca partió de Panamá con una flota de dieciocho navíos, y tras dificultosa travesía, desembarcó en el puerto de Manta (actual costa de Ecuador). Prosiguió su ruta a lo largo de la costa hasta llegar a la desembocadura del río Santa (en el actual departamento de Ancash), y de allí se internó hacia la cordillera de los Andes, acogiendo varios contingentes de soldados, muchos de los cuales eran desertores del bando rebelde.

### Segunda campaña de Diego Centeno
Tiempo después, le llegaron las noticias a Diego Centeno, de que el pacificador Pedro de la Gasca arribaba al Perú y reagrupaba a las tropas leales al rey, yendo en campaña contra Gonzalo. Entonces Centeno consideró que era hora de reaparecer en escena. Abandonó su escondite y reunió en Arequipa una fuerza de 48 hombres, con los que marchó nuevamente contra el Cuzco, defendido por el capitán gonzalista Antonio Robles. Mediante un ataque temerario y sorpresivo, y tras feroz lucha, tomó la antigua capital de los incas (10 de junio de 1547). Robles fue capturado y decapitado. Fue el mejor triunfo de Centeno y colocó a los gonzalistas entre dos frentes, lo que cambió el curso de la guerra, pues muchos soldados de Gonzalo empezaron a desertar. Pronto logró reunir Centeno un ejército de 1000 soldados, con los que pasó al altiplano, a orillas del lago Titicaca.

### Batalla de Huarina

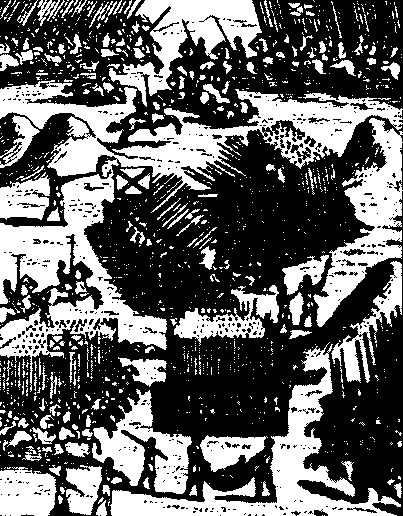
Batalla de Huarina. Grabado de las “Décadas” de Antonio de Herrera y Tordesillas.

Gonzalo Pizarro decidió entonces ir en persona a combatir a Centeno. Salió de Lima y llegó a Arequipa, logrando juntar a duras penas unos 400 hombres. Abrió negociaciones con Centeno, pero este le respondió reafirmando su lealtad al rey y más bien le pedía que depusiera su rebeldía ya que solo así obtendría el perdón real. Furioso, Gonzalo arrojó la carta lejos de sí, y junto con su maese de campo Carvajal abrió campaña contra Centeno.
Centeno decidió enfrentarse con los gonzalistas confiado en la superioridad numérica de su ejército: tenía 1200 hombres frente a los 460 de su rival. Ambas fuerzas se encontraron en Huarina (banda oriental del lago Titicaca) el 20 de octubre de 1547. Carbajal tomó la iniciativa, ordenando a Acosta que se adelantara con treinta arcabuceros para provocar al enemigo; contra ellos salió Negral, también con un pelotón de arcabuceros. Los rebeldes dispararon sobre los todavía distantes realistas y la provocación surtió efecto, pues la infantería de Centeno avanzó, llevando los piqueros las picas caladas. Teniendo ya cerca a sus adversarios, Carbajal ordenó una segunda rociada de arcabucería, lo que puso fuera de combate a cien realistas, que cayeron muertos o heridos. Como los arcabuceros de Carvajal contaban con armas de repuesto, casi de inmediato hicieron otra descarga, la que fue más desastrosa para sus enemigos, pues segó las filas de piqueros. La infantería realista empezó entonces a dispersarse tras sufrir más de doscientas bajas.
La caballería rebelde, en cambio, no tuvo igual éxito. Uno de los escuadrones de caballería realista, mandado por Villegas y Mendoza, acometió al escuadrón de Gonzalo y lo arrolló de tal manera, que quedaron sobre sus monturas apenas doce rebeldes. Cepeda recibió un sablazo en la cara y el mismo Gonzalo perdió su caballo, quedando convencido de su derrota. Los realistas empezaron a vocear su triunfo, pero aún no terminaba la batalla.
El otro escuadrón de jinetes realistas, comandado por Ulloa y Ríos, cargó sobre la izquierda de Carvajal, compuesta de arcabuceros y piqueros entremezclados, quienes resistieron a pie firme el ímpetu enemigo. Batiéndose con denuedo, estos piqueros lograron contener la embestida realista, mientras que los arcabuceros molestaban con su fuego a los jinetes realistas. Estos, viendo que era imposible romper las líneas rebeldes, la rodearon en desorden hasta llegar a su retaguardia, donde se reunieron con el otro escuadrón de caballería realista, el mismo que acababa de derrotar a la caballería rebelde. Reunidos ambos cuerpos, intentaron una nueva carga contra la infantería de Carvajal, pero éste hizo dar media vuelta a sus hombres, en una hábil maniobra, de modo que su retaguardia se convirtió rápidamente en frente, oponiéndose a la carga enemiga la fila de piqueros, mientras que los arcabuceros hacían fuego sobre los jinetes realistas, que acabaron por huir a la desbandada. Aflojada así la principal fuerza de los realistas, los rebeldes dominaron la situación y obtuvieron el triunfo.
Lo que al principio parecía un triunfo realista, se tornó, pues en una victoria total para los rebeldes, merced sobre todo a los diestros arcabuceros de Carbajal. Centeno, que desde lejos observó el desastre, cambió su litera por un caballo y se dio a la fuga. Los rebeldes gonzalistas, cuya caballería había sido desbaratada, no pudieron perseguir a los vencidos; de lo contrario la matanza habría sido mayor. En total murieron unos 450 hombres, de las cuales 350 fueron bajas realistas.
Una versión dice que Carvajal recorrió el campo de batalla acompañado de negros que portaban porras y machetes, con los que ultimaron a los heridos realistas. También se dice que Gonzalo Pizarro, todavía no repuesto de la impresión de ver cómo una inminente derrota se tornaba en un triunfo espléndido, no cesaba de exclamar recorriendo el campo: “¡Jesús, qué victoria!, ¡Jesús, qué victoria!”.
Después del triunfo, los rebeldes saquearon el campamento realista, hasta que muy entrada la noche; se apoderaron de oro, plata y ganado, entre otras riquezas, a tal punto que muchos se tornaron ricos con tal saco.

### Últimas medidas de Pedro de la Gasca
La victoria de Huarina cambió por algún tiempo el estado de las cosas; el bando realista experimentó un golpe terrible, al paso que se robustecía el de Pizarro. Muchos consideraron a Gonzalo como invencible en el campo de batalla, tanto más cuanto que tenía a su lado a Carvajal. Momentáneamente las filas del gobernador aumentaron con la misma rapidez con que algunos días antes habían disminuido. Pero esto no arredró a Pedro de la Gasca, quien enterado en Jauja del desastre de la batalla, prosiguió su avance hacia el sur, rumbo al Cuzco.
La Gasca insistió en ofrecer la paz a Gonzalo Pizarro a cambio de su rendición, pero no recibió respuesta. Con los refuerzos militares que recibió desde Guatemala, Popayán y Chile, logró sumar 700 arcabuceros, 500 piqueros y 400 jinetes, todos bajo el mando del capitán Alonso de Alvarado. Apenas recuperado, Diego Centeno se integró al ejército realista. El esperado encuentro con las fuerzas de Gonzalo se produjo en la Pampa de Anta o Sacsahuana (denominado por los españoles "Jaquijahuana"), cerca del Cuzco.

### Batalla de Jaquijahuana y muerte de Gonzalo Pizarro

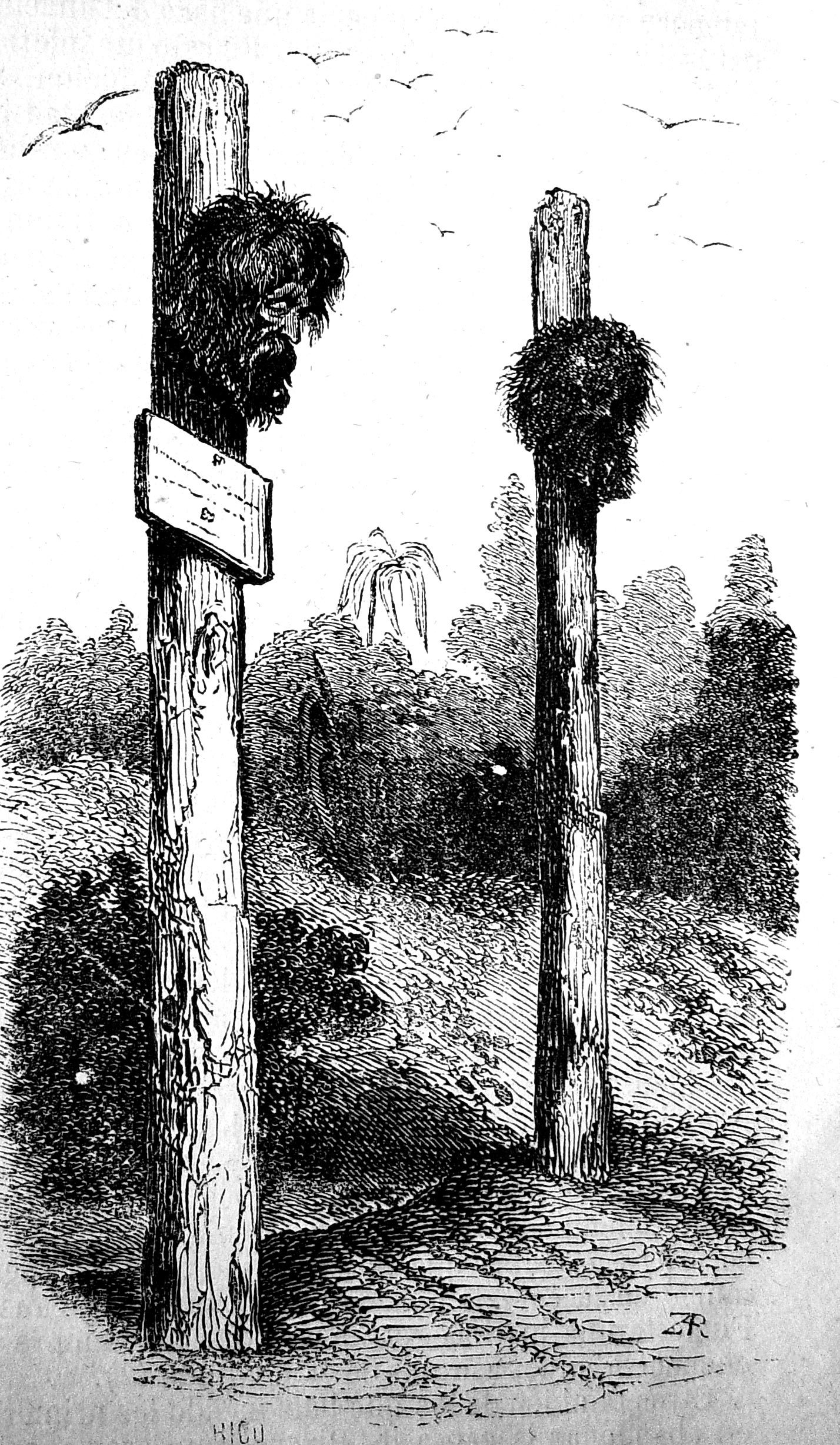
"Cabezas de Gonzalo Pizarro y Francisco de Carvajal". Grabado que aparece en la edición española de la obra de William H. Prescott, 1851.

Finalmente, tras algunas escaramuzas iniciales, la batalla que aseguraría el control del Perú fue inevitable, el 9 de abril de 1548 en la Pampa de Jaquijahuana, el ejército realista al mando del capitán Alonso de Alvarado se impusieron a los de Gonzalo. En realidad no hubo batalla, sino las fuerzas de Pizarro eran inferiores en número y prácticamente todas se pasaron al ejército de la Gasca, iniciando en desbande el oidor Diego Vázquez de Cepeda y el capitán Sebastián Garcilaso de la Vega, por lo que no hubo mayor lucha. Gonzalo Pizarro, junto con su comandante más leal, Francisco de Carvajal, apodado el "Demonio de los Andes", fueron capturados en el campo de batalla.

La derrota de Gonzalo Pizarro se consumó pues, debido a "...la traición de sus hombres, quienes se pasaron al lado de las tropas de los leales al rey..."

Al amanecer siguiente, todos los rebeldes fueron decapitados, a excepción de Carvajal, que por ser plebeyo fue ahorcado. Las cabezas de Gonzalo y Carvajal fueron enviadas a Lima y expuestas perpetuamente en la Plaza Principal, dentro de unas jaulas de hierro. Años después, se sumó al conjunto la calavera de Francisco Hernández Girón, otro rebelde ajusticiado. En 1563 todos estos cráneos fueron robados, según lo cuenta el tradicionista Ricardo Palma.
El cadáver descabezado de Gonzalo fue llevado al Cuzco y enterrado de limosna bajo el altar mayor de la iglesia de la Merced, donde ya estaban los cadáveres de Almagro el Viejo y Almagro el Mozo.

## Hechos posteriores
Después de haber hecho las paces en el Perú, Pedro de la Gasca se dispuso a reorganizar el virreinato. Gobernó entre 1548 y 1549 como presidente de la Real Audiencia de Lima en sustitución de un virrey. Luego regresó a España y dejó el gobierno a los cuatro jueces de la Real Audiencia de Lima hasta la llegada del segundo virrey del Perú, Antonio de Mendoza y Pacheco, en 1551.
En 1553, Francisco Hernández Girón encabezó otro levantamiento (Rebelión de Girón) contra el uso de las Leyes Nuevas. Hernández Girón fue un encomendero que participó activamente en la batalla de Jaquijahuana en 1548 en el bando leal. Tras los primeros éxitos militares, los rebeldes fueron derrotados en octubre de 1554 en la batalla de Pucará. Francisco Hernández Girón fue ejecutado en Lima en diciembre.